# Lien Gisolfová
Carolina Anna „Lien“ Gisolfová (13. července 1910 – 30. května 1993) byla nizozemská skokanka do výšky. Na letních olympijských hrách v roce 1928 získala stříbrnou medaili a v roce 1932 skončila na čtvrtém místě. Na Ženských světových hrách v Praze v roce 1930 obsadila druhé místo. Třikrát vytvořila světový výškařský rekord: 1,582 m, 1,605 m a 1,623 m. Byla členkou klubu Hygiea v Haagu. Vedle atletiky soutěžila také v pozemním hokeji.